# Fibra sintética

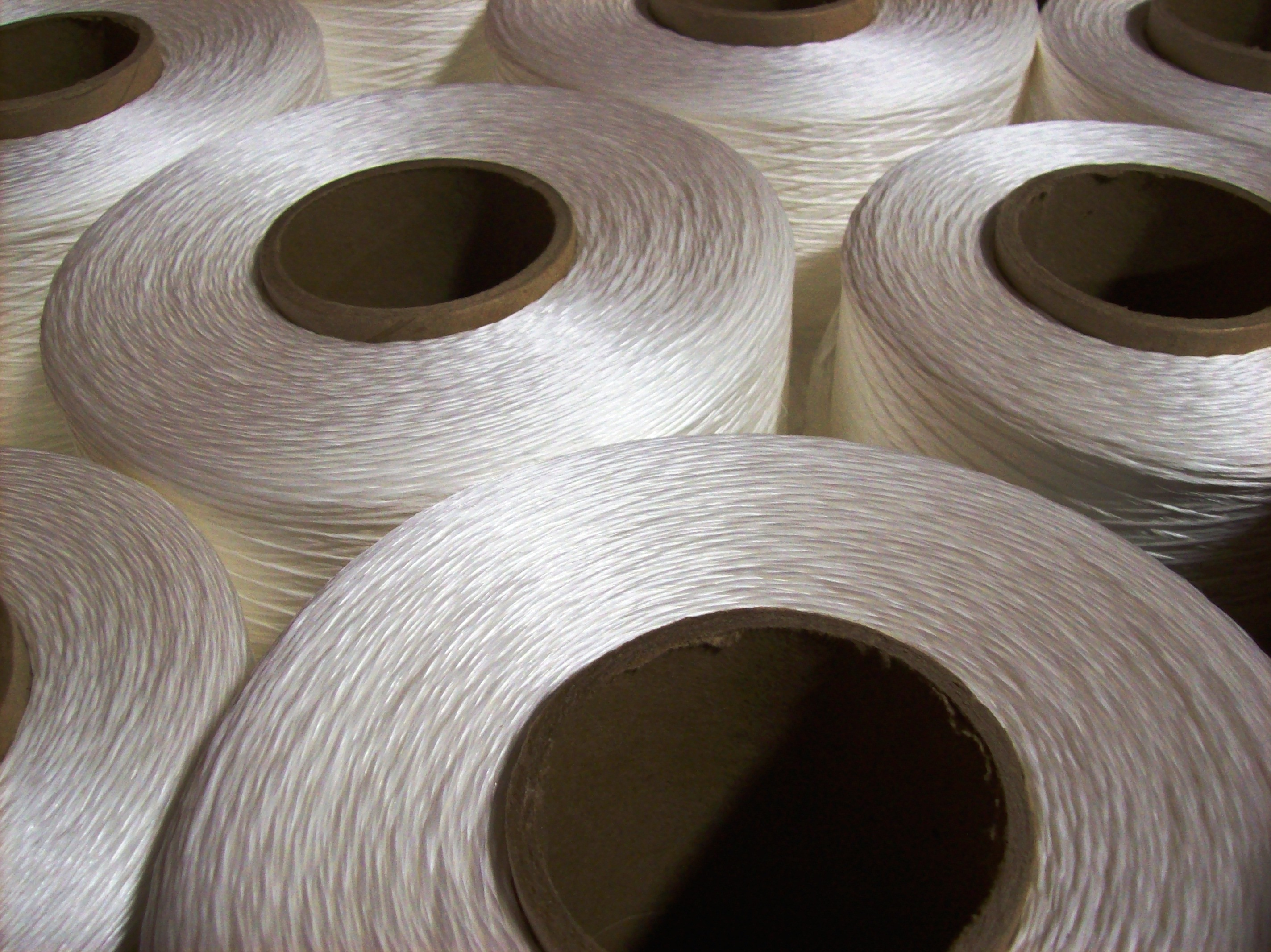
Fibras sintéticas

Fibras sintéticas são fibras obtidas a partir de polímeros sintéticos: a poliamida (náilon), poliacrílicos, elastômeros, derivados do polivinilo, poliolefina e poliuretano. Outros polímetros com interesse industrial são as fibras sintéticas como o nylon, utilizado nas redes e o fios de pesca, e o terylene, utilizado como fio na indústria têxtil. Utilizam-se fibras sintéticas principalmente para se fazer roupa e outros materiais como lençóis de cama, almofadas, echarpes, entre outros.
Fibra Sintética - Também utilizado pela indústria moveleira, para fabricação de móveis de alumínio, esta provem da materia prima pp, ou seja polipropileno.